# دوپینگ خونی

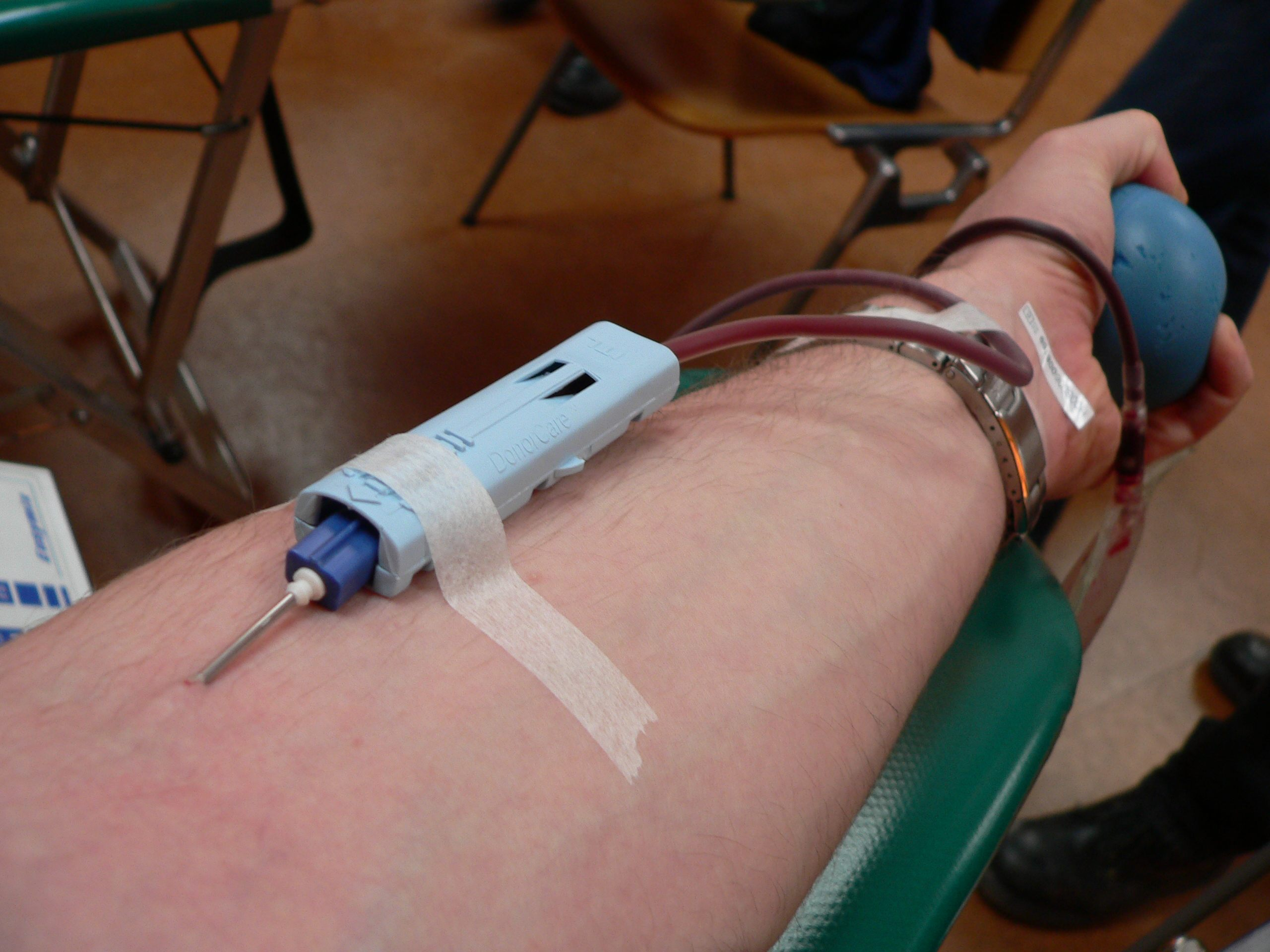
مردی در حال دوپینگ خونی

دوپینگ خونی افزایش شدید تعداد گلبول‌های قرمز خون در جریان خون به منظور افزایش کارایی بدن ورزشکار است. گلبول‌های قرمز اکسیژن را از ریه‌ها به ماهیچه‌ها می‌برند. افزایش این سلول‌ها موجب افزایش حجم هوای جذبی می‌شود که خود باعث افزایش استقامت می‌باشد. روش‌های مختلف دوپینگ خونی غیرقانونی هستند. به خصوص در ورزش‌های حرفه‌ای.

## شیوه‌ها

### دارو
برای بیمارانی که بدنشان قادر به اکسیژن رسانی کافی نیست، داروهایی وجود دارد. اگر افراد سالم از این داروها استفاده کنند موجب افزایش اکسیژن رسانی می‌شود.

### اریتروپوئیتین
اریتروپوئیتین یک سیتوکین است که به تولید تعداد بیشتری از گلبول‌های قرمز خون کمک می‌کند. افرادی که از این ماده استفاده کنند، در بدنشان تعداد گلبول‌های قرمز افزایش می‌یابد و منجر به افزایش اکسیژن رسانی می‌شود.